# Варварино (Нижегородская область)
Варварино — деревня в Воротынском районе Нижегородской области в составе Чугуновского сельсовета.

## География, природные особенности
Деревня расположена рядом с селом Чугуны и в 10 км от Воротынца.

## История
Основана деревня около 1840 года вдоль Нижегородско — Казанского тракта. Вначале деревня имела два наименования: Еленинская и Варварино. Первое название по имени Елены Зыбиной — жены владельца Чугуновского имения Сергея Васильевича Зыбина. Второе, по имени внучки — Варвары (в семье её звали Вера) Зыбиной, которая имела также как и бабушка, собственных крепостных. Долгое время в народе использовали оба названия, но впоследствии официально было закреплено — Варварино. Строилась деревня вдоль существующего тракта, поэтому ширина улицы изначально была увеличена. В 1908 году для пересылаемых в Сибирь заключенных был построен этапный дом, который после революции стали использовать как конный двор. До 1930 года жилые дома располагались только «на черной стороне».